# Sadie Stanley
Sadie Anne Stanley (Columbia, 15 novembre 2001) è un'attrice statunitense.

## Filmografia

### Cinema
- L'ultimo colpo di mamma (The Sleepover), regia di Patricia Sie (2020)
- Somewhere in Queens, regia di Ray Romano (2022)
- Karate Kid: Legends, regia di Jonathan Entwistle (2025)

### Televisione
- Kim Possible, regia di Adam Stein e Zach Lipovsky – film TV (2019)[1][2]
- Game Shakers – serie TV, episodio 3x15 (2019)
- Coop & Cami: A voi la scelta (Coop & Cami Ask the World) – serie TV, episodio 1x20 (2019)
- Room 104 – serie TV, episodio 4x05 (2020)
- Amiche per la morte - Dead to Me (Dead to Me) – serie TV, 3 episodi (2020)
- The Goldbergs – serie TV, 36 episodi (2020-2023)
- Cruel Summer – serie TV, 10 episodi (2023)
- Criminal Minds - serie TV, episodio 18x02 (2025)

## Doppiatrici italiane
Nelle versioni in italiano delle opere in cui ha recitato, Sadie Stanley è stata doppiata da:
- Emanuela Ionica in L'ultimo colpo di mamma, Cruel Summer, Karate Kid: Legends
- Marta Rapperini Tesoro in Somewhere in Queens
- Margherita De Risi in Kim Possible
- Eva Padoan in Criminal Minds